# Streitkräfte Madagaskars
Die Streitkräfte Madagaskars (französisch Forces armées de Madagascar, Malagasy Tafika Malagasy) bilden mit 13.500 Soldaten und 8100 Gendarmen die Streitkräfte der Madagaskar.
Sie gliedern sich in Heer mit 12.500 Soldaten, Luftwaffe mit 500 Soldaten, Marine mit 500 Soldaten und Gendarmerie National mit 8100 Angehörigen.

## Landstreitkräfte
Das Heer wird vom Brigadegeneral Abo Tagué Mahamadou geleitet und verfügt unter anderem über folgende Waffensysteme:
| Typ          | Herkunft                     | Funktion                | Version | Anzahl |
| ------------ | ---------------------------- | ----------------------- | ------- | ------ |
| PT-76        | Sowjetunion                  | Leichter Panzer         |         | 12     |
| BRDM-2       | Sowjetunion                  | Spähpanzer              |         | ca. 35 |
| Ferret       | Vereinigtes Königreich       | Spähpanzer              | Mk 1    | 10     |
| M3           | Vereinigte Staaten           | Spähpanzer              | A1      | ca. 20 |
| M8 Greyhound | Vereinigte Staaten           | Spähpanzer              |         | 8      |
| M3           | Vereinigte Staaten           | Mannschaftstransporter  |         | ca. 30 |
| Panthera T4  | Vereinigte Arabische Emirate | Mehrzweckfahrzeug       |         | 6      |
| M40          | Vereinigte Staaten           | Rückstoßfreies Geschütz | A1      |        |
| M101         | Vereinigte Staaten           | Haubitze                |         | 5      |
| D-30         | Sowjetunion                  | Haubitze                |         | 12     |
| M-37         | Sowjetunion                  | Mörser                  |         |        |
| M-43         | Sowjetunion                  | Mörser                  |         | 8      |
| ZPU-4        | Sowjetunion                  | Maschinengewehr         |         | 50     |
| M-1939       | Sowjetunion                  | Flugabwehrkanone        |         | 20     |

## Seestreitkräfte

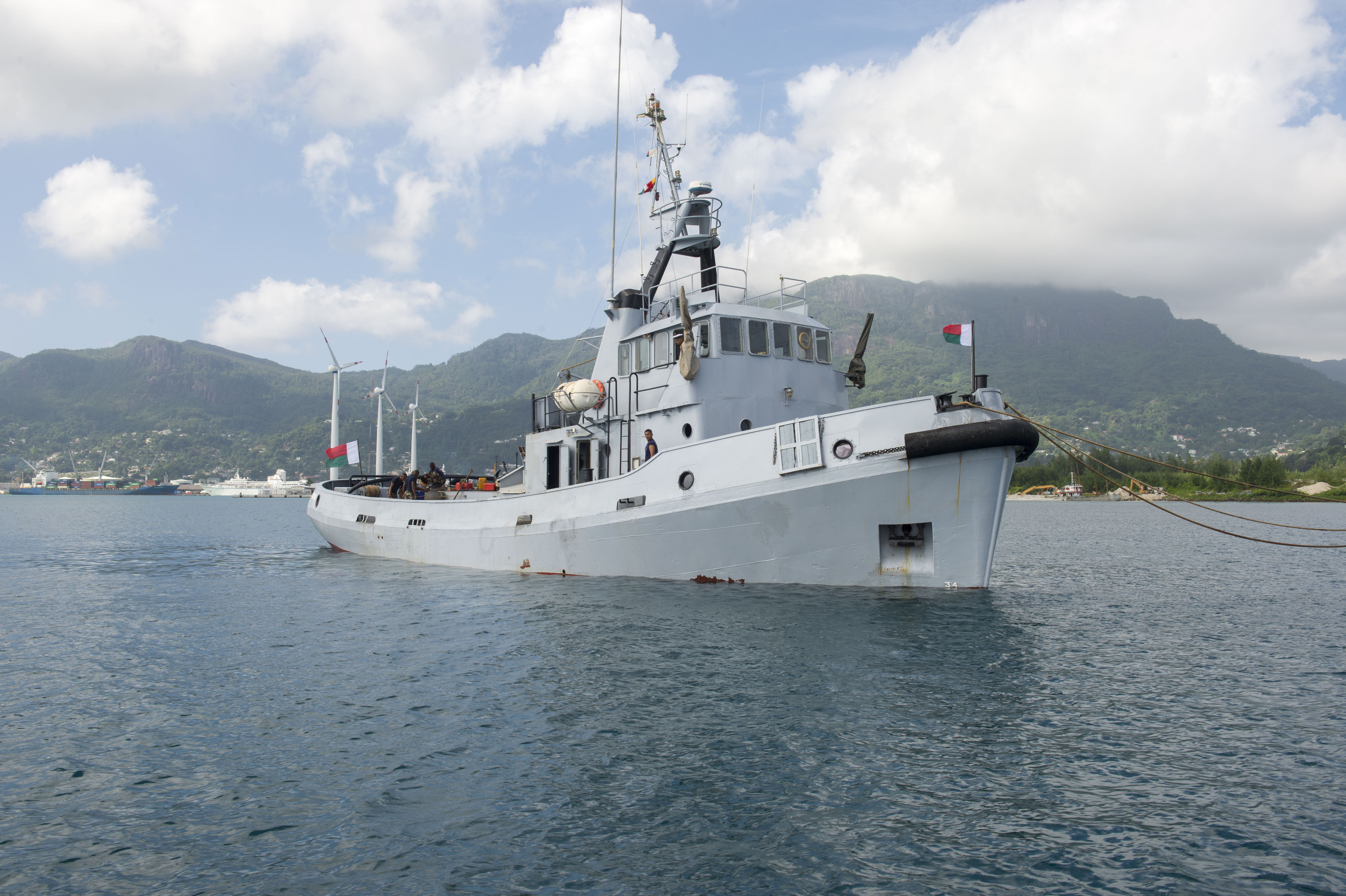
Madagassisches Patrouillenboot Trozona

Die Marine verfügt über 8 Patrouillenboote und ein Landungsboot.

## Luftstreitkräfte

Kokarde der madagassischen Luftwaffe

Die Armée de l’Air Malgache wird vom Oberst Salifou Mainassara geführt und betreibt folgendes Fluggerät:
| Luftfahrzeuge            | Herkunft           | Verwendung             | Version   | Aktiv     |
| Flugzeuge                | Flugzeuge          | Flugzeuge              | Flugzeuge | Flugzeuge |
| ------------------------ | ------------------ | ---------------------- | --------- | --------- |
| Antonow An-26            | Sowjetunion        | Transportflugzeug      |           | 1         |
| Cessna 172               | Vereinigte Staaten | Transportflugzeug      |           | 4         |
| Cessna 310               | Vereinigte Staaten | Transportflugzeug      |           | 1         |
| Cessna 337               | Vereinigte Staaten | Transportflugzeug      |           | 2         |
| CASA CN-235              | Spanien Indonesien | Transportflugzeug      | M         | 1         |
| J300 Joker               | Frankreich         | Transportflugzeug      |           | 2         |
| Piper Aztec              | Vereinigte Staaten | Transportflugzeug      |           | 1         |
| Tétras                   | Frankreich         | Transportflugzeug      |           | 1         |
| Jakowlew Jak-40          | Sowjetunion        | Geschäftsreiseflugzeug |           | 2         |
| Boeing 737               | Vereinigte Staaten | Passagierflugzeug      |           | 2         |
| Hubschrauber             |                    |                        |           |           |
| MBB/Kawasaki BK 117      | Deutschland Japan  | Mehrzweckhubschrauber  |           | 1         |
| Airbus Helicopters H125  | Europäische Union  | Mehrzweckhubschrauber  |           | 3         |
| Aérospatiale Alouette II | Frankreich         | Mehrzweckhubschrauber  | SA.318C   | 3         |